# Gryllotalpa septemdecimchromosomica
Gryllotalpa septemdecimchromosomica är en insektsart som beskrevs av Ortiz 1958. Gryllotalpa septemdecimchromosomica ingår i släktet Gryllotalpa och familjen mullvadssyrsor. Inga underarter finns listade i Catalogue of Life.

## Bildgalleri

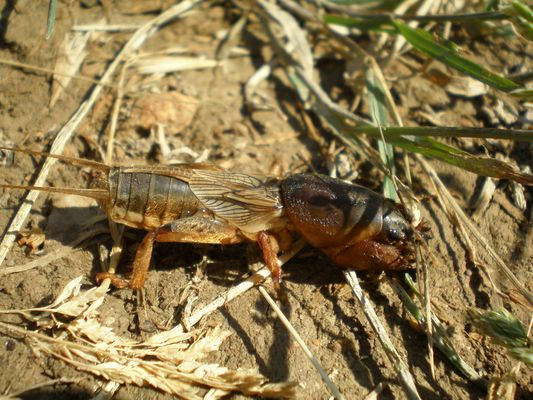